# Gamocarpha dentata
Gamocarpha dentata är en calyceraväxtart som beskrevs av Rodolfo Amando Philippi. Gamocarpha dentata ingår i släktet Gamocarpha och familjen calyceraväxter. Inga underarter finns listade i Catalogue of Life.